# Большой фашистский совет

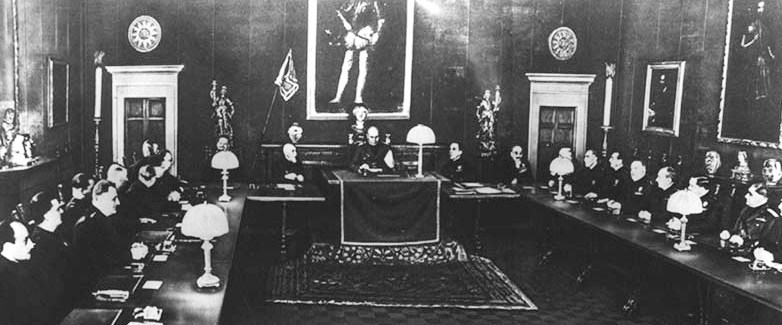
Заседание совета в 1936 году

Большой фашистский совет (итал. Gran Consiglio del Fascismo) — государственная структура в Италии, существовавшая с 1922 по 1943 год в период фашистской диктатуры премьер-министра Италии Бенито Муссолини.

## История
Образован в декабре 1922 года после фашистского переворота и назначения Муссолини премьер-министром страны. Члены Совета назначались лично Муссолини, который стал его бессменным председателем. В состав Совета вошли министры правительства и руководители фашистской партии.
Совет обладал широкими полномочиями, особенно после 1928 года, когда он получил статус государственного органа. В частности, Совет составлял списки по выбору депутатов от фашистской партии, выдвигал кандидатуру секретаря партии, занимался выработкой партийной политики, контролировал деятельность правительства и рассматривал законопроекты перед их поступлением в парламент.
Несмотря на то, что заседания Совета большей частью представляли собой одобрение решений Муссолини, в 1943 году он принял решение о смещении Муссолини с поста главы правительства. Через несколько дней после этого решения партия была распущена, и совет прекратил существование.

## Участники
- Премьер-министр Бенито Муссолини (9 декабря 1928 — 25 июля 1943)
- Квадрумвиры (вели марш на Рим) — Микеле Бьянки, Эмилио Де Боно, Чезаре Мария Де Векки и Итало Бальбо.
- Председатель Сената и председатель Палаты депутатов Италии, с 1939 года Палаты фасций и корпораций.
- Министры юстиции, иностранных дел, сельского и лесного хозяйства, образования, корпораций (Туллио Чанетти) и министр народной культуры (например, Галеаццо Чиано, Дино Альфиери).
- Президенты Королевской академии Италии
- Секретарь Национальной фашистской партии (который также является секретарем Совета).
- Различные лица, лично выбранные Муссолини и занимавшие место в Совете в течение 3 лет.